# Vignettes
Vignettes — это инди-головоломка, созданная независимой студией Skeleton Business. и доступная для персональных компьютеров с операционными системами Windows и Mac OS , а также мобильных устройств с операционными системами iOS и Android. Игрок вращает представленные в игре предметы, чтобы открыть доступ к новым вещам.

## Игровой процесс
Игра представляет собой трёхмерную головоломку, где каждый уровень представлен одним простым предметом. уровень начинается с открытия сундука. Игрок может вращать предмет во всех направлениях, а также должен изучать двухмерные перспективы предметов, так как через них, игрок получает доступ к новому предмету. Иногда один предмет может скрывать перспективы до четырёх других вещей. Для успешного прохождения, игрок должен также «взаимодействовать» с предметами, нажимая на них пальцем. В одном случае взаимодействие сопровождается анимацией, в других же случаях форма предмета меняется (он теряет часть своей детали или же дополняется деталью). Также определённые предметы оставляют подсказки о не открытых уровнях. Каждый предмет также имеет своё музыкальное сопровождение. Если игрок покидает игру, то ему будет необходимо проходить её с самого начала — с предмета телефона. Однако все предметы поделены на тематические категории, если игрок сумеет раскрыть все предметы одной тематики, то он получит ключ, позволяющий также начинать прохождение с другого предмета.

## Создание и выход
Разработкой игры занимались независимые разработчики студии Skeleton Business. Программированием занимался Армел Гибсон, над дизайном работали Пол Клэррисоу и Пэт Эйш, композитором выступил Дэвид Кэнага. В прошлом разработчики работали в сотрудничестве с другими студиями, например с Klondike. При создании игры Vignettes, создатели вдохновлялись мобильной игрой 2010 года выпуска — Vanitas студии Tale of Tales. Игра была завязана на символичности и ожидании, а также представляла предметы, как предзнаменование. По такому же принципу создатели начали работать над игрой Vignettes, хотя задумывали её более яркой и «легкомысленной», тем не менее предметы в игре по прежнему должны были представлять символическую ценность, а не быть только объектом визуального дизайна. Создатели также вдохновлялись жанром живописи эпохи возрождения — «Vanitas». Помимо прочего создатели хотели отразить в игре собственный опыт жизни и поэтому также изображали важные для них предметы.
Создатели заметили, что не хотели делать игру, сконцентрированную не на повествовании, а на жестах, воспоминаниях и эмоциональных тонах. «Мы хотели, чтобы при игре в „Vignettes“ вы испытали те же чувства, как когда вы роетесь в чердаке вашего пожилого родственника, и видите в них проблески его прошлой жизни». В ранней версии игры создателями была введена сюжетная линия, которая должна была раскрывать новые подробности в истории человека через открытие его предметов, однако создатели заметили, что в какой то момент история стала представлять большею ценность, чем сама игра и создателям приходилось подбирать предметы, соответствующие повествованию. В итоге создатели отказались от сюжета, решив сосредоточится на предметах. Помимо прочего, полностью был переработан художественный стиль игры в сторону минимализма. Основная сложность при разработке была связана с механикой перехода из одного объекта к другому. Создатели также должны были найти баланс между атмосферой загадочности игры, а также доступностью игрового процесса, чтобы об был понятен игрокам любого возраста. Во время разработки, создатели также сотрудничали с инди-студией Stugan, разработавшей игру Prism.

## Критика
| Сводный рейтинг      | Сводный рейтинг |
| Агрегатор            | Оценка          |
| -------------------- | --------------- |
| Metacritic           | 64/100 (iOS)    |
| Иноязычные издания   |                 |
| Издание              | Оценка          |
| Digitally Downloaded | [ 1 ]           |
| AppAdvice            | 9/10            |
| Gamezebo             | [ 6 ]           |
| 148apps              | 8/10            |

Игра получила положительные оценки от разных игровых критиков, средняя оценка на сайте-агрегаторе Metacritic для мобильной версии составила 87 баллов из 100 возможных. Критиками была оценена расслабляющая атмосфера игры. Представитель журнала Wired считает, что разработчикам игры удалось изобрести новый игровой жанр.
Критик сайта Digitally Downloaded назвал Vignettes таинственным путешествием и заметил что наполненная яркой цветовой палитрой, атмосферной музыкой и минималистичным подходом в дизайне, игра напоминает эстетику музыкальной группы Битлз. Критик также заметил, что особенность игры от остальных заключается в том, что она не пытается имитировать реальность, а наоборот отражает детское восприятие мира, как чего то сложного и зачастую непонятного. Также критик оценил реиграбельность игры, заметив, что игрок, снова и снова изучая уровни будет поэтапно открывать для себя новые возможности, от возможности взаимодействовать с предметами, «ломать» их, до обнаружения того, что предметы могут взаимодействовать между собой и оставлять подсказки игроку.
Критик сайта Appadvice назвал Vignettes исследовательской головоломкой, с приятной художественной эстетикой. Когда игроку может показаться, что представленные предметы в игры выглядят уж слишком примитивно, однако данная проблема компенсируется абсолютно плавной и бесшовной механикой перехода из одного предмета к другому. Критик также похвалил игру за её мягкие и пастельные тона, а также простую механику управления. Критик заметил, что игра с первого взгляда может оказаться подозрительно простой, однако прохождение не ограничено вращением предметов и игрок по мере её прохождения будет открывать для себя новые пасхалки и загадки, необходимые для прохождения всех уровней.
Критик сайта Gamezebo заметил, что Vignettes выгодно лишена своего темпа, а значит подойдёт как и игрокам, любящим быстрое прохождение, так и любителям неспешных игр. Тем не менее критик заметил, что в случае медленного прохождения игроку рекомендуется отключить звук, так как музыка, сопровождающаяся петлеобразными мелодиями может утомить игрока. В целом критик похвалил игру, заметив, что «В отличие от сложных натюрмортов скрытых миров или обширных миров приключенческих игр, игра „Vignettes“ предлагает исследование типичных предметов домашнего обихода. Вы должны осматриваться вокруг и снова и снова, всматриваясь в
те простые и скучные вещи, чтобы найти что-то новое. И данный опыт сам по себе необычен».
Критик сайта 148apps назвал Vignettes игрой с отличным чувством стиля, но достаточно специфичным, чтобы некоторых игроков он разочаровал, также критик сравнил художественный стиль игры с творчеством голландского художника Корнелиса Эшера. Критик заметил что несмотря на видимую простоту, сама игры достаточно сложна для понимания и прогресса. Во многом из-за того, что игра не даёт каких либо инструкций, приводя к тому, что игроку рано или поздно придётся самому догадываться или методом проб и ошибок открывать для себя новые возможности игрового процесса, а от того — возможность проходить следующие уровни.